# Шествие с фонариками
Шествие с фонариками — старинный обычай на День святого Мартина и в предрождественский период.

## История
Считается, что первым городом, устроившим грандиозное шествие с фонарями на День св. Мартина, был Дюссельдорф в 1920 году. С 1948 года грандиозное шествие детей с фонариками можно наблюдать в Нюрнберге, где в один из вечеров предрождественского периода 2 тыс. школьников проходят по средневековым улочкам города.
Шествие начинается с наступлением темноты. Дети выходят на улицу и несут на шестах собственноручно изготовленные фонари и факелы. Нередко это оригинальные и красочные произведения осветительного искусства. На некоторых фонариках можно увидеть изображение небольших сценок, повествующих о жизни св. Мартина и библейских персонажей. На чёрном картоне вырезают силуэты фигур, изнутри фонарь оклеивают прозрачной разноцветной бумагой. Иногда можно увидеть выдолбленные и украшенные тыквы, внутри которых вставлена свеча. Шествие сопровождается исполнением песен о фонариках.